# B-Reel
B-Reel är en svensk reklambyrå med säte i Stockholm. B-Reel är en del av B-Reel Group som tidigare innehöll även filmproduktionsbolaget B-Reel Films. B-Reel har kontor i Stockholm, New York, Los Angeles, London och Barcelona.

## Historia
Anders Wahlquist, Petter Westlund, Pelle Nilsson, Johannes Åhlund och Fredrik Heinig grundade B-Reel 1999 i Stockholm. Åhlund och Heinig arbetade då tillsammans med Nilsson på tv-produktionsbolaget Spader Knekt. 2008 öppnade B-Reel ett kontor i New York. Följande år utökade de med ett kontor i London och 2010 etablerade de sig i Los Angeles. 2013 utökade man med ytterligare två kontor, i Berlin och Barcelona.
2009 startade B-Reel ett traditionellt produktionsbolag för reklamfilm, först kallat B-Reel Films men 2012 omdöpt till B-Reel Commercials, och i maj 2012 utökades verksamheten med spel- och dokumentärfilmsproduktion, genom att filmbolaget St Paul Film gick in i B-Reel som en separat gren under namnet B-Reel Feature Films. 2017 samlades hela filmverksamheten under det nya namnet BRF (B-Reel Films).

## Uppmärksammade projekt
- The Wilderness Downtown är en interaktiv musikupplevelse till Arcade Fires sång We Used To Wait från albumet The Suburbs. The Wilderness Downtown var med på Time Magazines lista över de 30 bästa musikvideorna genom tiderna.[5]
- 3LiveShop blev en del av telekom-operatören 3s (HI3G, Hutchison Investor) kundservice.
- Hotel 626 var en skräckupplevelse online för chipsmärket Doritos.
- Gorillaz album "Humanz" lanserades genom en mixed reality-app.[6]

## Priser och utmärkelser
2009 fick B-Reel plats i FWA:s "Hall of Fame".
I december 2010 utnämndes B-Reel till 2010 års digitala produktionsbolag av branschtidningen Creativity.
I februari 2012 utnämndes B-Reel till 2011 års bästa produktionsbolag totalt av branschtidningarna Advertising Age och Creativity.
Bolaget har dessutom har vunnit priser som Black Pencil i D&AD, Grand Clio, Best in Show på SXSW, FN:s pris på New York Festivals och Grand Prix i Cannes Lions.